# Electronic Entertainment Expo 2013

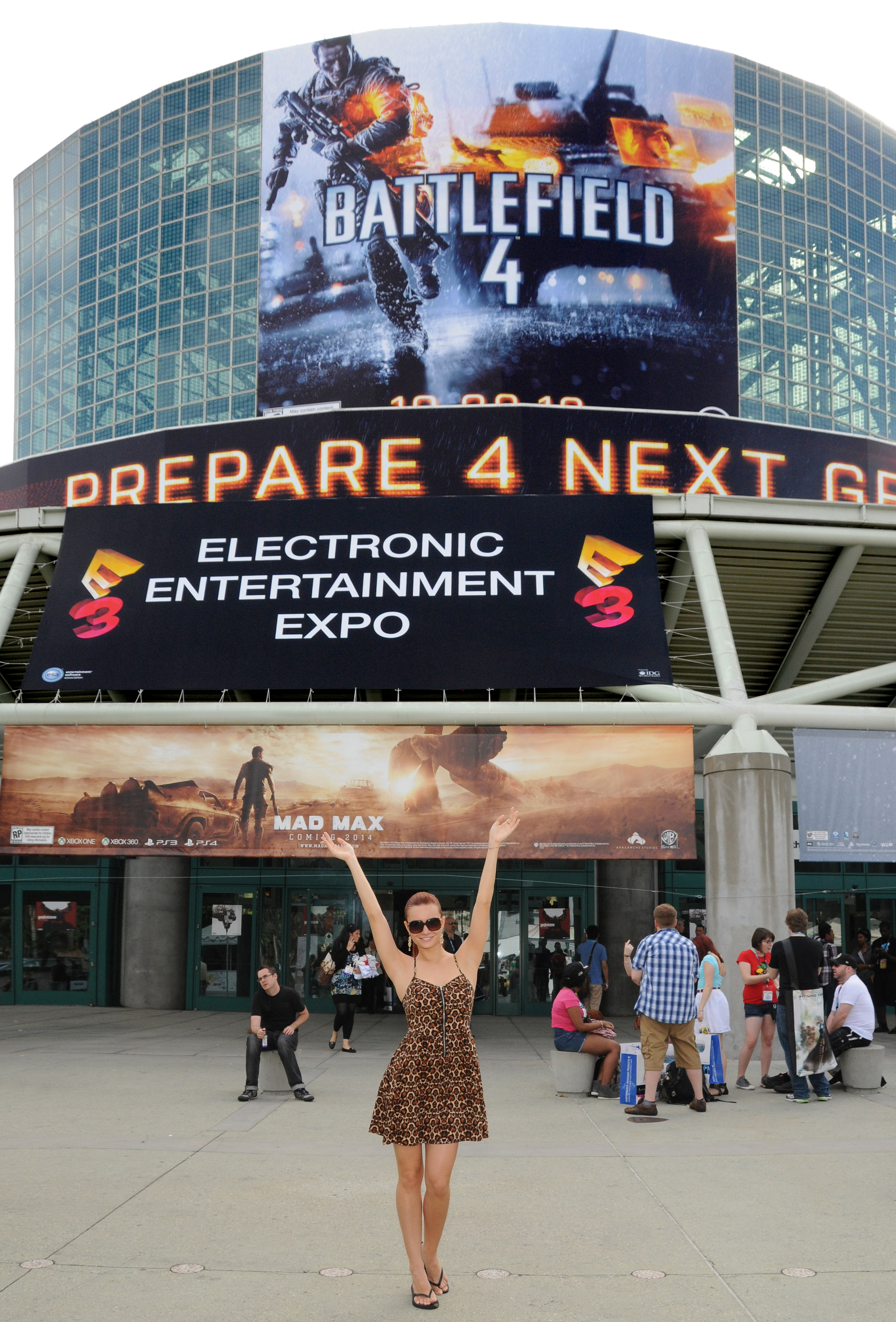
Las afueras de la E3 de ese año.

La Electronic Entertainment Expo de 2013 fue una exposición de videojuegos, siendo esta la décimo-novena edición de la misma. Es también conocida como E3 2013, en ella se presentó los juegos y algunas demostraciones de las consolas de la octava generación. Tuvo lugar del 11 al 13 de junio del año 2013 en Los Ángeles, California, siendo presentada por la Entertainment Software Association.

## Juegos notables
| Activision Blizzard - Call of Duty: Ghosts - Destiny Bethesda - The Elder Scrolls Online - The Evil Within - Wolfenstein: The New Order Deep Silver - Saints Row IV Disney - Disney Infinity Electronic Arts - Battlefield 4 - Dragon Age: Inquisition - FIFA 14 - Madden NFL 25 - NBA Live 14 - Need for Speed: Rivals - Star Wars: Battlefront - Respawn Entertainment sin título Konami - Castlevania: Lords of Shadow 2 - Pro Evolution Soccer 2014 - Metal Gear Solid V: The Phantom Pain | Microsoft - Quantum Break - Ryse - Killer Instinct Nintendo - Bayonetta 2 - X de Monolith Soft - The Legend of Zelda: The Wind Waker HD - Mario Kart 8 - Super Mario 3D World - Super Smash Bros. (3DS/Wii U) - Pokémon X e Y Sony - Gran Turismo 6 - Killzone: Mercenary - The Last of Us Square Enix - Lightning Returns: Final Fantasy XIII - Thief - Juego de Final Fantasy sin título Ubisoft - Assassin's Creed IV: Black Flag - Rayman Legends - South Park: The Stick of Truth - Just Dance 2014 - Tom Clancy's Splinter Cell: Blacklist - Juego sin título de Ubisoft Reflections - Watch Dogs Warner Brothers - Batman: Arkham Origins - Dying Light - Scribblenauts Unmasked: A DC Comics Adventure |